# Sándor Kacsó (ziarist)
Sándor Kacsó (n. 21 februarie 1901, Călugăreni, România – d. 17 februarie 1984, Cluj-Napoca, România) a fost un scriitor, publicist, eseist și jurnalist maghiar din România.

## Biografie
S-a născut în satul Călugăreni de pe valea Nirajului. A început studii la școala din Eremitu, pe care le-a urmat apoi la Gimnaziul Catolic din Târgu Mureș. După aceea a studiat un an la Institutul de Formare a Profesorilor de la Cluj și doi ani la Universitatea Regele Ferdinand I. A publicat primele poezii în revista Jövő Népe din Târgu Mureș, apoi a lucrat ca jurnalist la ziarul Előre din Cluj (din 1922), la Keleti Újság din Cluj (1923-1925) și la Újság (1925-1927). A fost membru de la început al revistei Erdélyi Helikon, aparținând așa-numitului Grup al Scriitorilor Secui. În 1926, la prima întâlnire de la Ieciu (azi Brâncovenești), a obținut premiul literar al Fundației Kemény János.
După o călătorie la Paris a colaborat începând din toamna anului 1927 la ziarul Brassói Lapok din Brașov, pe care l-a condus ca redactor-șef în perioada 1938-1940, până când ziarul a fost interzis. În toamna anului 1937, opunându-se ascensiunii fascismului, Sándor Kacsó a avut curajul de a spune: „Noi căutăm să construim condițiile și calea pentru o coexistență a maghiarilor și românilor din Transilvania!”. El a proclamat într-unul din articolele sale ideea de bază că „o minoritate ... poate avea doar o politică umanistă”. După cel de-al doilea Dictat de la Viena a rămas în România și s-a stabilit în orașul Aiud din sudul Transilvaniei. În calitate de conducător intelectual al maghiarilor din sudul Transilvaniei a editat revista  Erdélyi Gazda până în 1944. La sfârșitul celui de-al Doilea Război Mondial a fost internat în lagărul de la Târgu Jiu, unde a redactat ziarul clandestin Zsilvásárhelyi Déli Hírlap. Abia în 1945, după instalarea guvernului Groza, a fost eliberat din lagăr de Magyar Népi Szövetség (MNSZ). În perioada 1945–1946 a lucrat ca redactor-șef al ziarului Falvak Népe din Cluj. A fost deputat în primul parlament democratic al României, iar între anii 1947 și 1951 a fost președinte al MNSZ. A fost redactor-șef al ziarului Romániai Magyar Szó din București (1947-1952), apoi membru al colegiului de redacție al secției în limba maghiară a Editurii de Stat pentru Literatură și Artă din Cluj și șef al filialei maghiare din Cluj a Editurii pentru Literatură (1952-1968), până la pensionarea sa.

## Activitatea literară
A tradus în limba maghiară romanul Mara, iar traducerea sa a fost publicată pentru prima oară în 1956 sub titlul Anyia lánya de Állami Irodalmi és Művészeti Kiadó din București, fiind reeditată în 1967 de Irodalmi Könyvkiadó din București și în 1981 în 3 vol. de Editura Dacia din Cluj-Napoca în colaborare cu Európa Könyvkiadó din Budapesta.
În plus, a tradus în limba maghiară unele poezii ale lui Mihai Eminescu. A îngrijit ediția în limba maghiară a poeziilor lui Eminescu, ce a cuprins întreaga operă poetică eminesciană (280 de poezii: poeziile antume și postume, plus fragmentele și poeziile de debut) în traducerea a 32 traducători maghiari din România și Ungaria și a fost publicată în 1966 de Editura pentru Literatură din București și reeditată în 1984.

## Distincții
A fost distins cu Ordinul Meritul Cultural clasa I (1971) „pentru merite deosebite în opera de construire a socialismului, cu prilejul aniversării a 50 de ani de la constituirea Partidului Comunist Român”.

## Lucrări principale
- Nagyidő (nuvele, prefață de Marcell Benedek, Târgu Mureș, 1946)
- Írók, írások (studii și articole, București, 1964)
- Válogatott írások (povestiri, prefață de József Izsák, 1970)
- Virág alatt, iszap fölött (memorii I, București, 1971, 1981)
- Fogy a virág, gyűl az iszap (memorii II, București, 1974)
- Száműzetéseim (versuri, București, 1978)
- Vakvágányon (prefață de Pál Nagy, Cluj-Napoca, 1979)